# عروسک دونالد ترامپ
از سال ۲۰۰۴ تاکنون، چندین عروسک بر اساس دونالد ترامپ ساخته شده‌اند که اولین آنها یک عروسک ۱۲ اینچی بود که توسط گروه سرگرمی استیونسون (Stevenson Entertainment Group) عرضه شد و قرارداد صدور مجوز آن با سازمان ترامپ به امضا رسید. این عروسک دارای ۱۷ عبارت ضبط شده توسط ترامپ است.
در طی مبارزات انتخاباتی ریاست جمهوری در سال ۲۰۱۶ و پس از آن، هنرمندان مختلف عروسک‌های ترامپ مختص خود را ساختند، که نوع عروسک وودو و طرح‌های شکست خورده برای تولید مدل عروسک ترول را در بر می‌گرفت. شرکت اسباب‌بازی FCTRY مستقر در بروکلین، عروسک ترامپ مختص خود را در سال ۲۰۱۶ روانه بازار کرد.

## عروسک ۲۰۰۴
در ماه فوریه ۲۰۰۴، مقامات گروه سرگرمی استیونسون LLC، شرکت اسباب بازی مستقر در شامبرگ، در نمایشگاه تجاری صنعتی که در نیویورک برگزار می‌شد حضور یافتند که در آنجا طرح فرم مینیاتوری دونالد ترامپ ابداع شده بود.
دونالد ترامپ در ماه آوریل ۲۰۰۴ طی یک سفر تجاری به لس‌آنجلس، برای مساعدت به پیکر تراشان عروسک جهت اسکن کردن کامل سرش، وارد کارگاه هنری شد که توسط شرکت استیونسون اجاره شده بود. این عروسک در روز اول مه ۲۰۰۴ معرفی شد. گروه سرگرمی استیونسون برنامه‌ریزی کرده بود دست‌کم ۱۰۰٬۰۰۰ عروسک را در ماه اوت ۲۰۰۴ بین فروشگاه‌های زنجیره‌ای اسباب بازی و توزیع کنندگان در ایالات متحده ارسال کند، وفق اینکه انتظار بر این بود که عرضه سراسری در ماه بعد ادامه پیدا کند.
در طی رقابت‌های مقدماتی ریاست جمهوری حزب جمهوری‌خواه (۲۰۱۶)، تد کروز نامزد جمهوری‌خواه در یکی از کارزارهای تبلیغاتی خود از عروسک ترامپ بر علیه دونالد ترامپ، که او هم در انتخابات مقدماتی ریاست جمهوری نامزد شده بود، استفاده کرد.